# Remo nos Jogos Pan-Americanos de 2019
As competições de remo nos Jogos Pan-Americanos de 2019 foram realizadas entre 6 e 10 de agosto no Parque Natural Albúfera de Medio Mundo. Foram disputadas oito provas masculinas e seis femininas, totalizando 14 eventos com distribuição de medalhas.

## Calendário
| Julho / Agosto | 24 | 25 | 26 | 27 | 28 | 29 | 30 | 31 | 1 | 2 | 3 | 4 | 5 | 6 | 7 | 8 | 9 | 10 | 11 |
| -------------- | -- | -- | -- | -- | -- | -- | -- | -- | - | - | - | - | - | - | - | - | - | -- | -- |
| Remo           |    |    |    |    |    |    |    |    |   |   |   |   |   |   |   | 4 | 5 | 5  |    |

|  | Dia de competição |  | Dia de final |

## Medalhistas
Masculino
| Evento                         | Ouro | Prata | Bronze |
| ------------------------------ | --- | --- | --- |
| Skiff simples detalhes         | Ángel Fournier CUB Cuba | Juan Carlos Cabrera MEX México | Brian Rosso ARG Argentina |
| Skiff duplo detalhes           | Rodrigo Murillo Cristian Rosso ARG Argentina                                                                                              | Boris Guerra Adrian Oquendo CUB Cuba | Lucas Batista Lucas Verthein BRA Brasil |
| Skiff duplo peso leve detalhes | Alán Armenta Alexis López MEX México | Alejandro Colomino Carlo Lauro Gracia ARG Argentina | Cesar Abaroa Eber Sanhueza CHI Chile |
| Skiff quádruplo detalhes [a]   | Rodrigo Murillo Brian Rosso Cristian Rosso Ariel Suarez ARG Argentina                                                                     | Reidy Cardona Boris Guerra Adrian Oquendo Jorge Patterson CUB Cuba                                                                                          | Hugo Carpio Jordy Gutiérrez Diego Sánchez Miguel Carballo MEX México                                                                                |
| Dois sem detalhes              | Ignacio Abraham Christopher Kalleg CHI Chile                                                                                              | Pau Vela Xavier Vela BRA Brasil | Agustin Diaz Axel Haack ARG Argentina |
| Quatro sem detalhes            | Ivan Carino Agustin Diaz Francisco Esteras Azel Haack ARG Argentina                                                                       | Carlos Ajete Reidy Cardona Eduardo Gonzalez Jesus Rodriguez CUB Cuba                                                                                        | Gabriel Campos Alef Fontoura Willian Giaretton Fabio Moreira BRA Brasil                                                                             |
| Quatro sem peso leve detalhes  | Felipe Cárdenas Roberto Liewald Fabián Oyarzún Felipe Oyarzún CHI Chile                                                                   | Angy Canul Alexis Lopez Rafael Mejia Marco Velazquez MEX México                                                                                             | Alexei Carballosa Osvaldo Pérez Ennier Tamayo Yhoan Uribarri CUB Cuba                                                                               |
| Oito com detalhes              | Iván Carino Francisco Esteras Axel Haack Tomás Herrera Joel Infante Rodrigo Murillo Joel Romero Agustín Scenna Ariel Suárez ARG Argentina | César Abaroa Alfredo Abraham Ignacio Abraham Selim Echeverría Christopher Kalleg Francisco Lapostol Antonia Liewald Nelson Martínez Óscar Vásquez CHI Chile | Carlos Ajete Reidy Cardona Eduardo González Boris Guerra Yoelvis Hernández Adrián Oquendo Jorge Patterson Jesús Rodríguez Yadian Rodríguez CUB Cuba |

- a  Marcos Sarraute perdeu sua medalha de ouro devido a uma violação de doping. A equipe do Uruguai foi desqualificada. [3]

Feminino
| Evento                           | Ouro                                                                   | Prata                                                                 | Bronze                                                                        |
| -------------------------------- | ---------------------------------------------------------------------- | --------------------------------------------------------------------- | ----------------------------------------------------------------------------- |
| Skiff simples detalhes           | Jessica Sevick CAN Canadá                                              | Felice Chow TTO Trinidad e Tobago                                     | Soraya Jadue CHI Chile                                                        |
| Skiff duplo detalhes             | Yariulvis Cobas Aimee Hernandez CUB Cuba                               | Margaret Fellows Julia Lonchar USA Estados Unidos                     | Milka Kraljev Oriana Ruiz ARG Argentina                                       |
| Skiff simples peso leve detalhes | Kenia Lechuga MEX México                                               | Milka Kraljev ARG Argentina                                           | Milena Venega CUB Cuba                                                        |
| Skiff duplo peso leve detalhes   | Katherine Haber Jaclyn Stelmaszyk CAN Canadá                           | Isidora Niemeyer Yoselyn Carcamo CHI Chile                            | Rosana Serrano Milena Venega CUB Cuba                                         |
| Skiff quádruplo detalhes         | Melita Abraham Antonia Abraham Soraya Jadue Isidora Niemeyer CHI Chile | Yariulvis Cobas Marelis González Aimee Hernández Rayma Ortíz CUB Cuba | Margaret Fellows Solveig Imsdahl Julia Lonchar Keara Twist USA Estados Unidos |
| Dois sem detalhes                | Melita Abraham Antonia Abraham CHI Chile                               | Jessie Loutit Larissa Werbicki CAN Canadá                             | Maite Arrillaga Fernanda Ceballos MEX México                                  |

## Classificação
Um total de 220 remadores se qualificaram para competir nos jogos. Um pode inscrever no máximo 26 remadores. Todas as qualificações foram realizadas no Campeonato de Qualificação de 2018 (exceto os oitavos masculinos, que foram apenas por inscrição), onde um número específico de barcos se qualificou em cada um dos quatorze eventos. 

## Quadro de medalhas
| Ordem | País                  | Medalha de ouro | Medalha de prata | Medalha de bronze |    |
| ----- | --------------------- | --------------- | ---------------- | ----------------- | -- |
| 1     | ARG Argentina         | 4               | 2                | 3                 | 9  |
| 2     | CHI Chile             | 4               | 2                | 2                 | 8  |
| 3     | CUB Cuba              | 2               | 4                | 4                 | 10 |
| 4     | MEX México            | 2               | 2                | 2                 | 6  |
| 5     | CAN Canadá            | 2               | 1                |                   | 3  |
| 6     | BRA Brasil            |                 | 1                | 2                 | 3  |
| 7     | USA Estados Unidos    |                 | 1                | 1                 | 2  |
| 8     | TTO Trinidad e Tobago |                 | 1                |                   | 1  |
| TOTAL | TOTAL                 | 14              | 14               | 14                | 42 |